# Ordinador de programa emmagatzemat
El terme ordinador de programa emmagatzemat, tot i que hi ha hagut discrepàncies en l'ús del sinònim von Neumann, engloba tot un ventall d'ordinadors digitals, tant d'arquitectura de von Neumann com d'arquitectura Harvard, des de la dècada del 1950 fins als nostres dies, descartant els anteriors. Cal fer-ne un estudi detallat, ja que és el principi de funcionament en què es basen els ordinadors actuals, tant els grans mainframes com els ordinadors personals, tan populars avui dia.
Ordinador de programa emmagatzemat de vegades és usat com a sinònim de l'arquitectura de von Neumann, no obstant això el professor Jack Copeland considera que és "històricament inapropiat referir-se als computadors electrònics digitals de programa emmagatzemat com "màquines de von Neumann". Hennessy i Patterson escriuen que les primeres màquines de Harvard van ser considerades com "reaccionàries" pels defensors dels "equips de programa emmagatzemat".
Un ordinador de programa emmagatzemat és el que emmagatzema les instruccions del programa a la memòria electrònica. Sovint la definició és estesa amb el requeriment que el tractament de la memòria de dades i programes sigui intercanviable o uniforme.
Un ordinador amb una arquitectura de von Neumann emmagatzema les dades i les instruccions del programa en la mateixa memòria. Un ordinador amb una arquitectura Harvard té memòries separades per emmagatzemar les dades i els programes.
La idea d'ordinador de programa emmagatzemat es remunta al concepte teòric d'una màquina universal de Turing del 1936. Von Neumann era conscient d'aquest paper, i ho va inculcar també als seus col·laboradors.
Molts dels primers computadors, com l'Atanasoff Berry Computer, no eren reprogramables. Executaven un únic programa cablejat. Com no hi havia instruccions de programa, no calia l'emmagatzematge per al programa. Altres equips, encara que programables, emmagatzemaven els seus programes en cintes perforades que eren alimentades físicament a la màquina, segons fos necessari.
El 1936, Konrad Zuse també va anticipar en dues sol·licituds de patent, que les instruccions de la màquina podien ser emmagatzemades en la mateixa memòria usada per les dades.
El Small-Scale Experimental Machine (SSEM) de la Universitat de Manchester és generalment reconegut com el primer computador electrònic del món que executava un programa emmagatzemat, un esdeveniment que va tenir lloc el 21 juny 1948. No obstant això el SSEM no va ser considerat com un computador de ple dret, sinó, més aviat, una prova de concepte que va ser construït per produir el computador Manchester Mark I. El 6 de maig de 1949 l'EDSAC a Cambridge va córrer el seu primer programa, i a causa d'aquest esdeveniment, és considerat "el primer ordinador de programa emmagatzemat regular, complet i completament operacional". De vegades s'afirma que l'IBM SSEC, operacional el gener de 1948, va ser el primer ordinador de programa emmagatzemat; aquesta afirmació és controvertida, no menys a causa del sistema de memòria jeràrquica del SSEC, i perquè alguns aspectes de les seves operacions, com l'accés a relés o unitats de cinta, van ser determinats en endollar.

## Primera generació: la màquina de von Neumann i altres

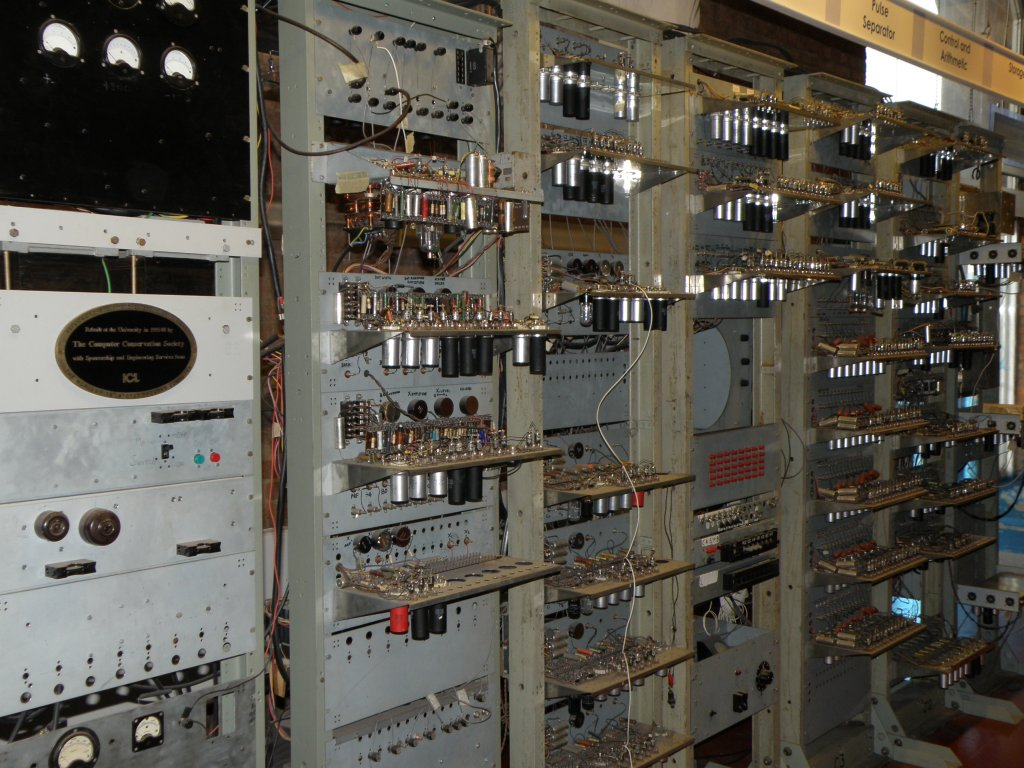
El "Bebè" al Museu de Ciència i Indústria (MSIM), de Manchester (Anglaterra).

Fins i tot abans que el ENIAC estigués acabat, Eckert i Mauchly van reconèixer les seves limitacions i van començar el disseny d'un nou ordinador, el EDVAC, que havia de tenir programa emmagatzemat. John von Neumann va escriure un report d'àmplia circulació que descrivia el disseny de l'EDVAC en el qual tant els programes com les dades de treball estaven emmagatzemats en un sol magatzem unificat. Aquest disseny bàsic, que seria conegut com l'arquitectura de von Neumann, serviria com a base per al desenvolupament de les primeres computadores digitals de propòsit general realment flexibles.
En aquesta generació, l'emmagatzematge temporal o de treball va ser proporcionat per línies de retard acústic, que usaven el temps de propagació del so a través d'un mitjà com el mercuri líquid (o a través d'un filferro) per emmagatzemar dades breument. Una sèrie de polsos acústics eren enviats al llarg d'un tub, després d'un temps, en el qual el pols aconseguia l'extrem del tub, el circuit detectava si el pols representava un 1 o un 0 i causava a l'oscil·lador tornar a reenviar el pols. Altres van usar els tubs de Williams, que utilitzen la capacitat d'un tub d'imatge de televisió per emmagatzemar i recuperar dades. Cap al 1954, la memòria de nucli magnètic va desplaçar ràpidament la majoria de les altres formes d'emmagatzematge temporal, i va dominar el camp fins a mitjans de la dècada del 1970.
La primera màquina funcional de von Neumann va ser el "Baby" de Manchester o Small-Scale Experimental Machine, construïda a la universitat de Manchester el 1948, va ser seguida, en 1949, del computador Manchester Mark I que va funcionar com un sistema complet usant el tub Williams i el tambor magnètic per a la memòria, i també va introduir els registres d'índex. L'altre competidor per al títol de "primer computador digital de programa emmagatzemat" havia estat l'EDSAC, dissenyat i construït a la Universitat de Cambridge. Operacional en menys d'un any després de la Manchester "Baby", també era capaç d'abordar problemes reals. EDSAC va ser inspirat de fet pels plans per al EDVAC (Electronic Discrete Variable Automatic Computer), el successor de l'ENIAC; aquests plans ja estaven en el lloc correcte per al temps en què l'ENIAC va ser operacional reeixidament. A diferència de l'ENIAC, que usava el processament paral·lel, l'EDVAC va usar una sola unitat de processament. Aquest disseny era més simple i va ser el primer en ser implementat en cada reeixida ona de miniaturització, i creixent confiabilitat. Alguns veuen el Manchester Mark I/EDSAC/EDVAC com les "Evas" de les quals gairebé tots els ordinadors actuals deriven la seva arquitectura.
La primera computadora programable universal de la Unió Soviètica va ser creada per un equip de científics sota la direcció de Sergei Alekseyevich Lebedev del Institut Kíev d'Electrotecnología, Unió Soviètica (ara Ucraïna). El computador MESM (МЭСМ, Small Electronic Calculating Machine) va ser operacional el 1950. Tenia prop de 6.000 tubs de buit i consumida 25 kW d'energia. Podia realitzar, aproximadament, 3.000 operacions per segon. Una altra màquina primerenca va ser el CSIRAC, un disseny australià que va córrer el seu primer programa de prova el 1949. CSIRAC és el computador més vell encara en existència i el primer en haver estat usat per executar música digital.
L'octubre de 1947, els directors de J. Lyons & Company, una companyia britànica famosa per les seves botigues de te (petits restaurants) però amb forts interessos en les noves tècniques de gerència d'oficines, es va decidir a prendre un paper actiu a promoure el desenvolupament comercial dels computadors. Per 1951 el computador LEO I va ser operacional i va córrer el primer job d'ordinador d'oficina rutinari regular del món.
La màquina de la universitat de Manchester va esdevenir el prototip per a la Ferranti Mark I. La primera màquina Ferranti Mark I va ser lliurada a la Universitat el febrer de 1951, i almenys altres nou van ser venudes entre 1951 i 1957.
Al juny de 1951, el UNIVAC I (Universal Automatic Computer) va ser lliurat a l'Oficina del Cens dels Estats Units. Encara que va ser fabricat per Remington Rand, la màquina amb freqüència va ser referida equivocadament com la "IBM UNIVAC". Eventualment Remington Rand va vendre 46 màquines en més de $ 1 milió per cadascuna. El UNIVAC era el primer computador 'produït en massa'; tots els predecessors havien estat unitats 'úniques en el seu tipus'. Va usar 5.200 tubs de buit i consumia 125 kW d'energia. Va usar per a la memòria una línia de retard de mercuri capaç d'emmagatzemar 1.000 paraules d'11 dígits decimals més el signe (paraules de 72 bits). A diferència de les màquines de la IBM, no va ser equipat d'un lector de targetes perforades sinó amb una entrada de cinta magnètica de metall a l'estil de la dècada del 1930, fent-la incompatible amb alguns emmagatzematges de dades comercials existents. La cinta de paper perforat d'alta velocitat i les cintes magnètiques de l'estil modern van ser usats per a entrada/sortida per altres computadores de l'era.
El novembre de 1951, la companyia J. Lyons va començar l'operació setmanal d'un Job d'avaluacions de forn al LEO (Lyons Electronic Office). Aquesta va ser la primera aplicació de negoci a tenir vida en un ordinador de programa emmagatzemat.
El 1952, la IBM va anunciar al públic la "Electronic Data Processing Machine" IBM 701, la primera de l'exitosa sèrie 700/7000 i el seu primer ordinador central. L'IBM 704, introduït el 1954, va usar memòria de nucli magnètic, que va esdevenir l'estàndard per a les màquines grans. El primer llenguatge de programació de propòsits generals d'alt nivell implementat, el FORTRAN, també va ser desenvolupat a IBM per l'IBM 704, durant 1955 i 1956, i llançat a principis de 1957. Cal dir, però, que el disseny del llenguatge d'alt nivell Plankalkül (1945), de Konrad Zuse, no va ser implementat de moment en aquells temps.
El 1954 la IBM va introduir un computador més petit i més econòmic que va demostrar ser molt popular. L'IBM 650 pesava més de 900 kg, la font d'alimentació pesava al voltant de 1.350 kg i ambdós estaven continguts en gabinets separats de, més o menys, 1,5 x 0,9 x 1,8 metres. Costava $500.000 o podia ser llogat per $3.500 al mes. La seva memòria de tambor tenia originalment només 2.000 paraules de deu dígits, i requeria una programació arcana per a una computació eficient. Les limitacions de la memòria d'aquest tipus influirien en la programació durant dècades, fins a l'evolució de les capacitats del maquinari i un model de programació més benèvols al desenvolupament del programari.
El 1955, Maurice Wilkes va inventar la microprogramació, que va ser posteriorment àmpliament usada en els CPU, i les unitats de coma flotant dels mainframes i d'altres ordinadors, com ara les sèries de l'IBM 360. La microprogramació permet al conjunt d'instruccions base ser definit o estès per programes incorporats en el maquinari (ara de vegades anomenat com firmware, microprogramari, o milicodi).
El 1956, la IBM va vendre el seu primer sistema de disc magnètic, RAMAC (Random Access Method of Accounting and Control). Emprava 50 discos de metall de 24 polzades (610 mm), amb 100 pistes per costat. Podia emmagatzemar 5 megabytes de dades i costava $10.000 per megabyte. (El 2006, l'emmagatzematge magnètic, en la forma de disc dur, costava menys d'un dècim de cèntim per megabyte).